# Bychawa (gmina)
Bychawa – gmina miejsko-wiejska w województwie lubelskim, w powiecie lubelskim. W latach 1975–1998 gmina położona była w województwie lubelskim.
Siedzibą gminy jest Bychawa.
30 czerwca 2004 gminę zamieszkiwało 12 400 osób.
Za Królestwa Polskiego gmina należała do powiatu lubelskiego w guberni lubelskiej. 1 stycznia?/13 stycznia 1870 do gminy przyłączono pozbawioną praw miejskich Bychawę.

## Struktura powierzchni
Według danych z roku 2002 gmina Bychawa ma obszar 146,19 km², w tym:
- użytki rolne: 85%
- użytki leśne: 8%

Gmina stanowi 8,7% powierzchni powiatu.

## Demografia

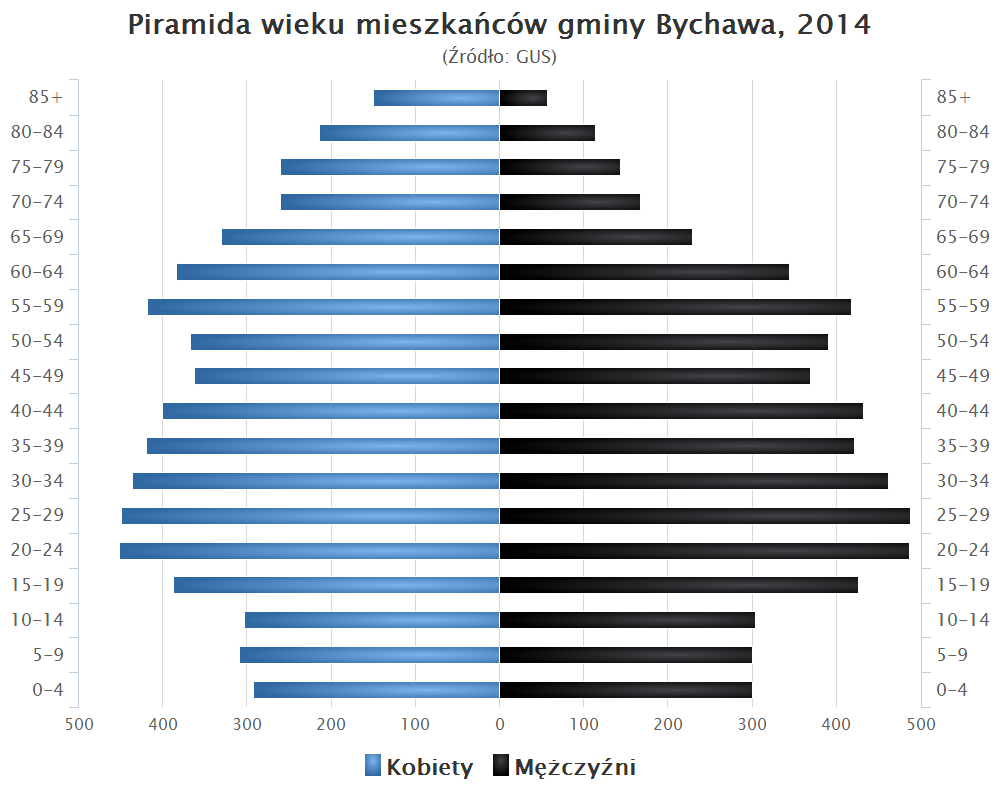
Piramida wieku mieszkańców gminy Bychawa w 2014 roku

Dane z 30 czerwca 2004:
| Opis                              | Ogółem | Ogółem | Kobiety | Kobiety | Mężczyźni | Mężczyźni |
| --------------------------------- | ------ | ------ | ------- | ------- | --------- | --------- |
| jednostka                         | osób   | %      | osób    | %       | osób      | %         |
| populacja                         | 12 400 | 100    | 6354    | 51,2    | 6046      | 48,8      |
| gęstość zaludnienia (mieszk./km²) | 84,8   | 84,8   | 43,5    | 43,5    | 41,4      | 41,4      |

## Sołectwa
Bychawka Druga, Bychawka Druga-Kolonia, Bychawka Pierwsza, Bychawka Trzecia, Bychawka Trzecia-Kolonia, Gałęzów, Gałęzów-Kolonia Druga, Gałęzów-Kolonia Pierwsza, Grodzany, Józwów, Kosarzew Dolny-Kolonia, Kowersk, Leśniczówka, Łęczyca, Marysin, Olszowiec, Olszowiec-Kolonia, Osowa, Osowa-Kolonia, Podzamcze, Romanów, Skawinek, Stara Wieś Druga, Stara Wieś Pierwsza, Stara Wieś Trzecia, Urszulin, Wandzin, Wincentówek, Wola Duża, Wola Duża-Kolonia, Wola Gałęzowska, Wola Gałęzowska-Kolonia, Zadębie, Zaraszów, Zaraszów-Kolonia, Zdrapy.
Miejscowości podstawowe bez statusu sołectwa: Kąty, Kolonia Ośniak, Władysławów, Wólka Osowska. 

## Zabytki na terenie gminy
Do rejestru zabytków wpisane są następujące obiekty z terenu gminy (stan na 20 grudnia 2010 roku):
| adres                        | nazwa | numer rejestru | data decyzji            | długość i szerokość geograficzna          |
| ---------------------------- | --- | -------------- | ----------------------- | ----------------------------------------- |
| Bychawa, ul. Ściegiennego 25 | Kościół par. pw. św. Jana Chrzciciela, 1 poł. XVII dzwonnica drewniana, 1962 cmentarz przykościelny                                                | A/175          | 21.07.1956 i 31.01.1967 | 51°00′59″N 22°31′50″E/51,016389 22,530556 |
| Bychawa, ul. Zamkowa         | kapliczka przydrożna, poł. XVIII | A/341          | 26.11.2004              | 51°01′30″N 22°31′10″E/51,025000 22,519444 |
| Bychawa, ul. Kościuszki 5    | synagoga z drugiej połowy XIX wieku | A/1102         | 21.06.1995              | 51°00′58″N 22°32′05″E/51,016111 22,534722 |
| Bychawa                      | cmentarz rzymsko-kat. par., | A/936          | 15.05.1987              | 51°01′14″N 22°32′11″E/51,020556 22,536389 |
| Bychawa                      | cmentarz wojenny z I wojny światowej na tzw. Białej Górze, 1914,                                                                                   | A/1088         | 26.07.1993              | 51°00′13″N 22°32′12″E/51,003611 22,536667 |
| Bychawa-Podzamcze            | zespół pałacowy, XVIII-XIX, ruina pałacu, pozostałości parku, budynki gospodarcze                                                                  | A/291          | 31.03.1967              | 51°01′27″N 22°31′26″E/51,024167 22,523889 |
| Bychawka Pierwsza            | zespół kościelny: kościół parafialny pw. Wszystkich Świętych, plebania, starsza część cmentarza, kaplica grobowa Stadnickich, ogrodzenie cmentarza | A/852          | 31.03.1967              | 51°03′50″N 22°31′30″E/51,063889 22,525000 |
| Gałęzów                      | zespół dworsko-parkowy: park, dawne ogrody, pozostałości sadu, układ wodny,                                                                        | A/819          | 20.07.1981              | 50°58′57″N 22°31′56″E/50,982500 22,532222 |
| Wola Gałęzowska              | park z alejami | A/712          | 20.07.1981              |                                           |
| Zaraszów-Kolonia             | cmentarz wojenny z I wojny światowej | A/1073         | 9.10.1990               | 51°58′08″N 22°35′41″E/51,968889 22,594722 |

## Sąsiednie gminy
Jabłonna, Krzczonów, Strzyżewice, Wysokie, Zakrzew, Zakrzówek